# Marea
Marea (altgriechisch: Μάρεια Mareia) war eine antike Stadt im westlichen Nildelta. Der heutige Ruinenhügel von Kom el-Idris (arabisch ﮐﻭﻡ ﺍﻻﺩﺭﯾﺱ) liegt etwa 40 Kilometer südwestlich von Alexandria am südlichen Ufer des Mareotis-See, dessen Name sich wohl von der antiken Stadt ableitet.
Marea ist wohl identisch mit der Stadt Chastemeh, die in der aramäischen Inschrift einer Totenstele aus Sakkara erwähnt wird, welche in das vierte Regierungsjahr Xerxes’ I. (482 v. Chr.) datiert. Der ägyptische Ortsname Chastemeh bedeutet Wüstengebiet der Tjemehu-Libyer und bezeichnete sowohl die Stadt als auch den dazugehörigen Verwaltungsbezirk, der von Psammetich I. eingerichtet wurde.
Herodot berichtet, dass Psammetich I., der Begründer der ägyptischen 26. Dynastie, in Marea eine Garnison zum Schutz gegen die Libyer einrichtete. Nach Herodot betrachteten sich die Bewohner von Marea selbst als Libyer. Insbesondere im ersten Jahrtausend v. Chr. war das westliche Nildelta Einzugsgebiet libyscher Stämme. Laut Diodor habe bei Marea auch eine Schlacht zwischen Apries und Amasis stattgefunden. Strabon berichtet, dass Marea für seinen Weinanbau berühmt gewesen ist.
Ausgrabungen in Marea haben vor allem Reste aus byzantinischer Zeit zu Tage gebracht, darunter zwei Badehäuser, eine christliche Basilika, Läden und eine Bäckereimühle.